# Puntate di Hollywood
La miniserie televisiva Hollywood, composta da sette puntate, è stata pubblicata su Netflix il 1º maggio 2020.
| nº | Titolo originale             | Titolo italiano           | Pubblicazione  |
| -- | ---------------------------- | ------------------------- | -------------- |
| 1  | Hooray for Hollywood         | Viva Hollywood: Parte 1   | 1º maggio 2020 |
| 2  | Hooray for Hollywood: Part 2 | Viva Hollywood: Parte 2   | 1º maggio 2020 |
| 3  | Outlaws                      | Fuorilegge                | 1º maggio 2020 |
| 4  | (Screen) Tests               | Prove e provini           | 1º maggio 2020 |
| 5  | Jump                         | Il salto                  | 1º maggio 2020 |
| 6  | Meg                          | Meg                       | 1º maggio 2020 |
| 7  | A Hollywood Ending           | Finale in stile Hollywood | 1º maggio 2020 |

## Viva Hollywood: Parte 1
- Titolo originale: Hooray for Hollywood
- Diretto da: Ryan Murphy
- Scritto da: Ryan Murphy, Ian Brennan

Nel secondo dopoguerra, il veterano Jack Castello si trasferisce a Los Angeles per sfondare a Hollywood. Tuttavia, lotta nel business e ha difficoltà persino ad essere scritturato come comparsa. Questo infastidisce sua moglie Henrietta che è incinta e vuole comprare una casa. In un bar, Jack incontra Ernie West che gli offre un lavoro nella sua stazione di servizio, che Jack accetta. Ernie rivela che fa in modo che i suoi inservienti servano clienti donne per soldi extra, cosa che Jack inizia a fare. Tuttavia, Jack si licenzia quando Ernie cerca di costringerlo a servire un cliente maschio, ma ottiene di nuovo il suo lavoro dopo aver scoperto che Henrietta è incinta di due gemelli. In seguito incontra il prostituto maschio nero e aspirante sceneggiatore Archie Coleman, e convince Ernie ad assumerlo. Il suo primo giorno di lavoro, Archie serve l'aspirante attore Roy Fitzgerald. Dopo aver servito una direttrice del casting, Jack finalmente ottiene un lavoro come attore. Tuttavia, viene poi ingannato da una poliziotta sotto copertura come cliente che lo fa arrestare.
- Guest star: Maude Apatow (Henrietta Castello), Alison Wright (Ms. Roswell), David Bluvband (Lew).

## Viva Hollywood: Parte 2
- Titolo originale: Hooray for Hollywood: Part 2
- Diretto da: Daniel Minahan
- Scritto da: Ryan Murphy, Ian Brennan

Ernie paga la cauzione a Jack. In seguito, Jack assiste di nuovo la sua prima cliente, Avis Amberg, il cui marito possiede lo studio dove lui farà il suo primo provino e promette che lei gli assicurerà un buon successo. Nel frattempo, il regista alle prime armi Raymond Ainsley recluta Anna May Wong come sua protagonista. Incontra il dirigente dello studio Dick Samuels che lo mette in guardia sul casting della Wong. Anche se Jack fallisce il suo provino, la dirigente e mentore di recitazione Ellen Kincaid convince Dick a metterlo sotto contratto. L'aspirante attrice nera e fidanzata di Raymond, Camille Washington, riesce a ottenere solo parti come serva. Dick mette in attesa il film di Raymond, ma gli permette di scegliere una sceneggiatura da una pila e di dirigere quel film. Sceglie una sceneggiatura scritta da Archie su una donna che si è buttata dall'insegna di Hollywood. Archie continua anche a servire Roy e i due si ritrovano ad innamorarsi l'uno dell'altro. Roy incontra anche Henry Willson, un agente omosessuale non dichiarato che accetta di prenderlo come cliente a condizione che si sottometta ai suoi desideri sessuali e che il suo nome venga cambiato in Rock Hudson. Dick finanzia il film di Raymond e Archie, Peg.
- Guest star: Maude Apatow (Henrietta Castello), Mira Sorvino (Jeanne Crandall), Michelle Krusiec (Anna May Wong).

## Fuorilegge
- Titolo originale: Outlaws
- Diretto da: Michael Uppendahl
- Scritto da: Ryan Murphy, Ian Brennan

Ernie rivela ai partecipanti che sono stati invitati a un'esclusiva festa di Hollywood organizzata da George Cukor per servire gli omosessuali dell'industria. Jack vuole disperatamente la parte da protagonista maschile in Peg, ma Archie ha messo gli occhi su Rock per il ruolo. Henry invita Rock ad unirsi a lui alla festa di Cukor perché Rock possa socializzare con Dick, che sarà presente alla festa e potrebbe procurare a Rock un provino. Ellen inizia a preparare Jack per il suo provino con Peg. La figlia di Avis, Claire, ottiene un provino per Peg, mentre Camille cerca di convincere Raymond a darle la parte e gli offre idee su come modificare la sceneggiatura. Alla festa, Rock e Dick iniziano ad avere un incontro sessuale, ma Dick si sente a disagio e mette fine alla cosa. Si lamenta di come abbia sempre dovuto recitare un ruolo e nascondere chi è veramente, prima di dire a Roy di smettere di permettere a Henry di controllarlo. Rock poi professa il suo amore ad Archie, mentre Raymond confessa il suo amore a Camille e le dice che la farà diventare la star di Peg. Dick, ispirato dalla sua interazione con Rock, ed Ellen accettano di combattere per Camille come protagonista.
- Guest star: Rob Reiner (Ace Amberg), Maude Apatow (Henrietta Castello), Mira Sorvino (Jeanne Crandall), Billy Boyd (Noël Coward), Paget Brewster (Tallulah Bankhead), Daniel London (George Cukor), Katie McGuinness (Vivien Leigh).

## Prove e provini
- Titolo originale: (Screen) Tests
- Diretto da: Janet Mock
- Scritto da: Ian Brennan, Janet Mock, Ryan Murphy

Ace Amberg, il capo dello studio, dà il via libera a Peg ma esige che Archie venga tolto dal progetto, temendo che il coinvolgimento di uno sceneggiatore afroamericano possa provocare uno scandalo. Più tardi Ace ha un attacco di cuore nel mezzo di un incontro sessuale. Con Ace inabile, Avis viene messa a capo dello studio. Dick comunica ad Archie la brutta notizia di essere stato rimosso dal film; Archie rifiuta di essere messo in disparte, cosa che Dick accetta, ma lo avverte delle conseguenze. Più tardi, Archie e Raymond aiutano Camille a prepararsi per il suo provino, con Raymond che le ordina di metterci più emozioni. Durante il suo provino, Roy sbaglia costantemente le sue battute. Claire manda all'aria la sua audizione di proposito per dare a Camille una possibilità di combattere. Mentre Camille dà una grande performance nel suo test, Avis si preoccupa di lanciare una donna di colore e a malincuore sceglie Claire. Jack viene scelto come protagonista maschile, nonostante il tentativo di Henry di ricattare Avis per scegliere Rock. L'amica di Avis e First Lady Eleanor Roosevelt fa un discorso entusiasmante e stimolante ad Avis sul perché dovrebbe scegliere Camille nel ruolo principale.
- Guest star: Rob Reiner (Ace Amberg), Mira Sorvino (Jeanne Crandall), Harriet Sansom Harris (Eleanor Roosevelt).

## Il salto
- Titolo originale: Jump
- Diretto da: Michael Uppendahl
- Scritto da: Ryan Murphy, Ian Brennan

Dick ed Ellen finalmente convincono Avis a scritturare Camille nel film. Il nome di Archie rimane legato al film, mentre Roy, Claire e Wong vengono scritturati in ruoli minori. Il film viene ribattezzato Meg. Lo studio affronta un significativo contraccolpo, soprattutto dal Sud, e Camille inizia a ricevere telefonate razziste. Dick prende il comando della produzione, assicurandosi che tutto rimanga sotto il budget. Dick più tardi convince Raymond e Archie a cambiare il finale in modo che Meg sopravviva. Quando una rivista di gossip locale viene a sapere dell'arresto di Jack per adescamento e progetta di pubblicarlo, Avis recluta Henry, che riesce a schiacciare la storia ordinando ai mafiosi di picchiare brutalmente il reporter della rivista. In cambio, Henry chiede ad Avis di farlo diventare produttore di Meg e lei accetta. Dick rimprovera Raymond per aver approvato un rifacimento fuori budget e lo costringe a pagare di persona. Ellen flirta con Dick che la respinge, dicendole che non può stare con nessuno al momento, e più tardi va in un bar gay. Henrietta rivela a Jack che i gemelli non sono suoi, ma di un amico a cui si è affezionata e che si trasferisce con lui. Desolato, Jack si trasferisce da Archie.
- Guest star: Maude Apatow (Henrietta Castello), Queen Latifah (Hattie McDaniel), Mira Sorvino (Jeanne Crandall), Paget Brewster (Tallulah Bankhead), Michelle Krusiec (Anna May Wong).

## Meg
- Titolo originale: Meg
- Diretto da: Janet Mock
- Scritto da: Ian Brennan, Janet Mock, Reilly Smith

I membri del cast e della troupe di Meg sono presi di mira da gruppi di suprematisti bianchi. L'avvocato di Ace minaccia di sospendere la produzione, ma Avis è determinata a finire il film. Ernie raccoglie i soldi di cui Raymond ha bisogno per coprire lo sforamento del budget. Jack e Henrietta si scusano a vicenda e si danno un ultimo addio. Per ripagare Ernie del suo aiuto, Jack e Archie gli offrono una parte nel film che lui accetta. Ellen insegna a Ernie a migliorare le sue capacità recitative. Il film è finalmente concluso. Archie chiede a Roy di andare a vivere con lui e lui accetta. Jack e Claire si innamorano l'uno dell'altra e decidono di partecipare alla prima insieme. Ace si risveglia dal coma e gli viene consigliato di scartare il film, ma lui lo ama. Dick minaccia di abbandonare se il film non verrà distribuito e rivela ad Ace di essere gay. Henry si sente insoddisfatto dal finale e chiede di aggiungere una nuova scena, che Raymond approva. Avis chiede di co-presiedere lo studio e Ace accetta. I due riaccendono il loro rapporto precedentemente teso. La mattina dopo, Avis scopre che Ace è morto per complicazioni cardiache, lasciandola in lutto. L'avvocato di Ace fa bruciare la bobina per Meg.
- Guest star: Rob Reiner (Ace Amberg), Maude Apatow (Henrietta Castello), Michelle Krusiec (Anna May Wong).

## Finale in stile Hollywood
- Titolo originale: A Hollywood Ending
- Diretto da: Jessica Yu
- Scritto da: Ryan Murphy, Ian Brennan

Avis licenzia l'avvocato che ha fatto bruciare le bobine del film. Al funerale di Ace, il montatore del film rivela di averne fatto una copia da conservare. Lo studio opta per un'ampia distribuzione di Meg. Ernie ed Ellen si confessano il loro amore, prima che lui riveli il suo cancro terminale ai polmoni, ma lei lo accetta comunque. Jack e Claire iniziano una relazione. Il film diventa un successo da record, mentre Camille, Wong, Raymond, Archie e Jack ricevono tutti una nomination agli Oscar. Archie e Roy rendono pubblica la loro relazione alla cerimonia. Roy licenzia Henry come suo agente dopo che questi lo rimprovera per aver fatto coming out con Archie. Quando a Camille viene detto di aspettare fuori, lei rifiuta e si siede in prima fila. Agli Oscar del 1948, Wong, Raymond, Archie e Camille vincono. Jack perde ma chiede a Claire di sposarlo, che accetta. Hattie si congratula con Camille per la sua vittoria. Un anno dopo, Henry è sobrio e si scusa con Roy. Dick muore di cancro e tutti quelli coinvolti in Meg partecipano al suo funerale. Avis finanzia il nuovo film di Henry su una coppia omosessuale, Dreamland, a cui partecipano anche Roy, Jack, Archie e Raymond. Ernie progetta di vendere la sua stazione di servizio e la offre come set per il film.
- Guest star: Queen Latifah (Hattie McDaniel), Mira Sorvino (Jeanne Crandall), Michelle Krusiec (Anna May Wong), Daniel London (George Cukor), Katie McGuinness (Vivien Leigh).